# Elias Ashmole
Elias Ashmole (Litchfield, Hampshire, Inglaterra, 23 de mayo de 1617-Londres, 18 de mayo de 1692) fue un anticuario, político, oficial de armas, astrólogo y alquimista inglés.

## Biografía
Fue un hombre de grandes conocimientos que legó una gran cantidad de antigüedades y objetos curiosos que dieron lugar al Museo Ashmolean de Oxford. Es considerado uno de los padres de la Francmasonería y aportó a esta sus amplios conocimientos relacionados con la simbología egipcia y hermética. Creó los primeros rituales masónicos en los que trataba de inculcar a los aprendices el Arte Real, buscando la perfección a través del conocimiento, el progreso y la fraternidad universal siguiendo las leyes de la naturaleza.
Trató con astrólogos, alquimistas, matemáticos y gran cantidad de sabios junto con los cuales fundó la Royal Society de Londres y la Philosophical Society de Oxford.